# Athlete EP
Albums de Athlete
Vehicles And Animals
(2003)
Athlete Ep est le premier enregistrement commercial du groupe anglais Athlete, mis en vente le 4 mars 2002. Il contient la version originelle de Westside et de Dungeness, pistes figurant sur l'album Vehicles And Animals. 
Toutes les pistes ont été écrites par le groupe.

## Liste des titres
| No | Titre             | Durée |
| -- | ----------------- | ----- |
| 1. | Westside          |       |
| 2. | Dungeness         |       |
| 3. | One Of Those Days |       |